# 聖盧西亞烏塔特蘭
聖盧西亞烏塔特蘭（西班牙語：Santa Lucía Utatlán），是危地馬拉的城鎮，位於該國西南部，由索洛拉省負責管轄，面積44平方公里，海拔高度2,638米，2002年人口18,011，人口密度每平方公里409.34人。
14°46′N 91°16′W / 14.767°N 91.267°W